# مبلمان شهری

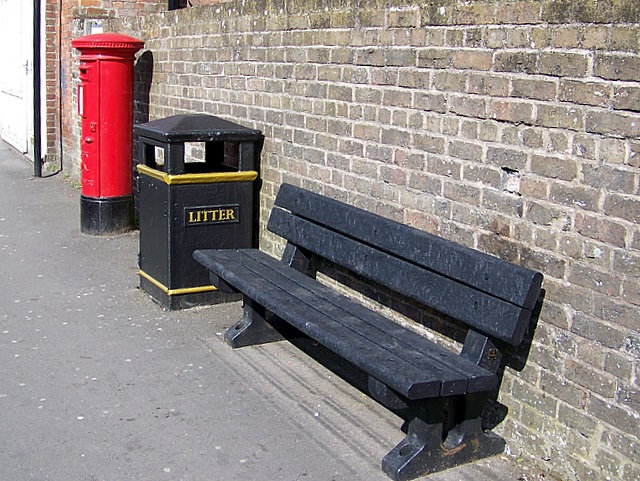
نمونه‌هایی از مبلمان شهری (یک صندوق پست، سطل زباله و نیمکت) در خیابانی در وارمینستر، انگلستان

مبلمان شهری (به انگلیسی: Urban Furniture) یا مبلمان خیابانی (به انگلیسی: Street Furniture)؛ یک اصطلاح جمعی برای اشیاء و قطعات تجهیزات نصب شده در کنار خیابان‌ها و جاده‌ها برای اهداف مختلف است. این امر شامل نیمکت‌ها، موانع ترافیکی، ستون‌ها، صندوق‌های پست، جعبه‌های تلفن، چراغ‌های خیابان، چراغ‌های راهنمایی، علائم راهنمایی و رانندگی، ایستگاه‌های اتوبوس، ایستگاه‌های تراموا، ایستگاه‌های تاکسی، توالت‌های عمومی، فواره‌ها، آب‌خورها، بناهای یادبود، مجسمه‌های عمومی، و ظروف زباله است.

## شرح و کاربرد
مبلمان شهری یک اصطلاح جمعی است که در ایالات متحدۀ آمریکا، بریتانیا، استرالیا، و کانادا استفاده می‌شود. به اشیا و تجهیزاتی اطلاق می‌شود که در کنار خیابان‌ها و جاده‌ها برای اهداف مختلف نصب شده‌اند. در طراحی و جاگذاری مبلمان باید زیبایی‌شناسی، هویت بصری، عملکرد، تردد و جابجایی عابران پیاده و ایمنی جاده در نظر گرفته شود. به عنوان مثال، مبلمان شهری را می‌توان به گونه‌ای قرار داد که علاوه بر هدف اصلی، پارک غیرمجاز وسایل نقلیه را نیز کنترل کند. به عنوان مثال، ممکن است از یک نیمکت و تعدادی تیرک‌مهار برای مسدود کردن دسترسی به یک پیاده‌رو یا حاشیۀ خیابان استفاده شود.
مبلمان شهری به‌ طور غیررسمی به عنوان تجهیزات ورزشی برای اسکیت‌بورد، پارکور و ورزش خیابانی استفاده می‌شود.

## اقلام

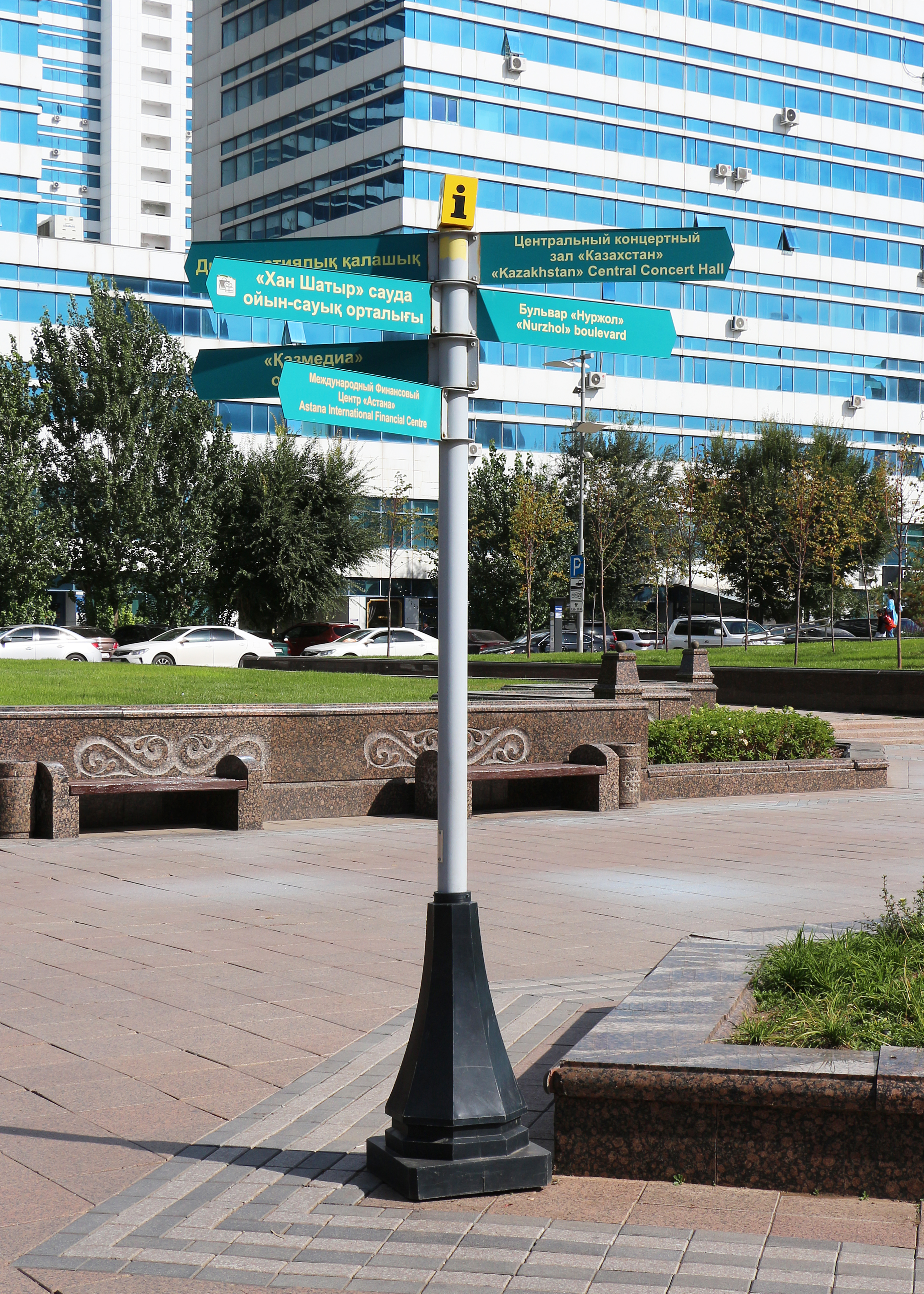
تابلوی نام خیابان در بلوار نورژول، آستانه، قزاقستان

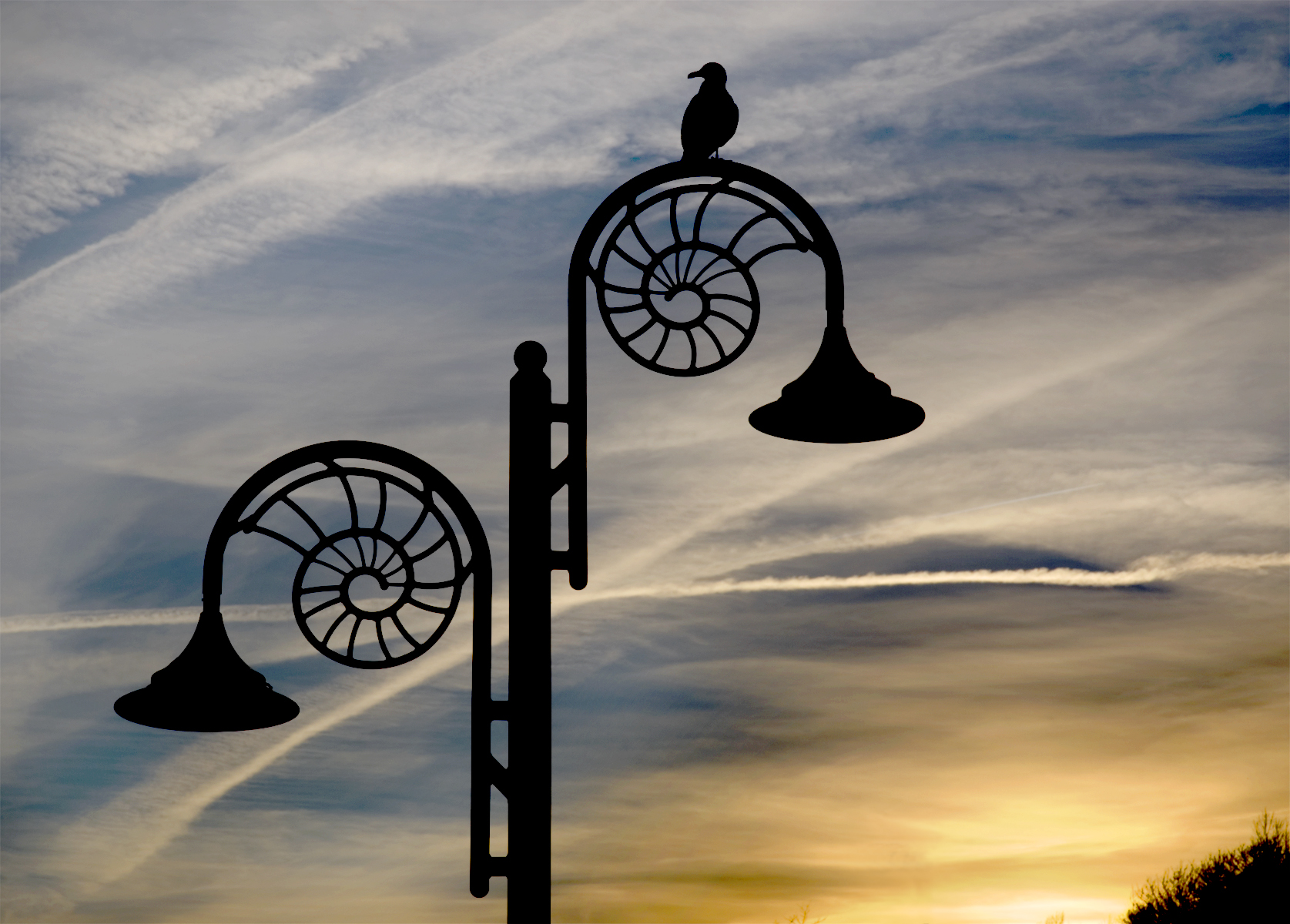
مبلمان شهری می‌تواند فرهنگ محلی یا جنبه‌های سرشناس محل قرارگیری آن‌ها را منعکس کند، مانند اینجا در لایم ریجیس، جایی که چراغ‌های شهری با طرح آمونیت منعکس‌کنندۀ موقعیت شهر در ساحل ژوراسیک، یک مکان از میراث جهانی است.

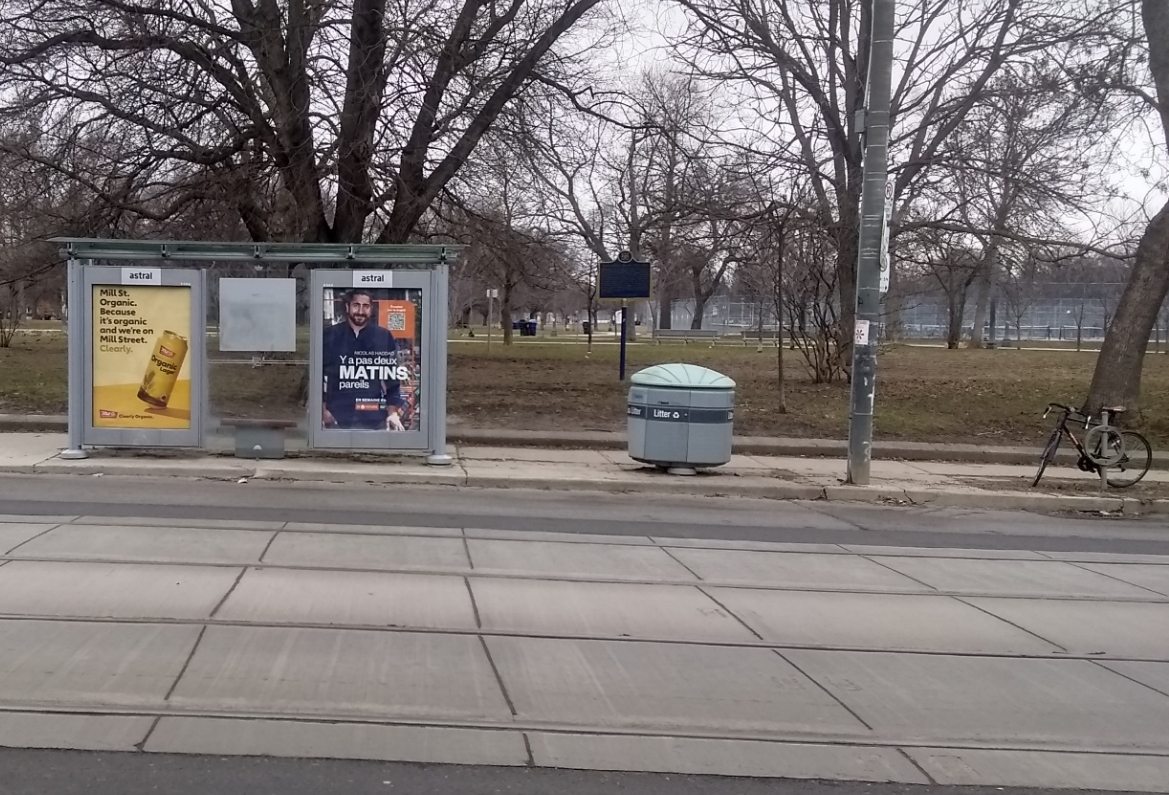
مبلمان شهری مختلف در تورنتو، از جمله یک پناهگاه اتوبوس، نمایشگرهای تبلیغاتی، سطل زباله، پلاک تاریخی و جایگاه دوچرخه.

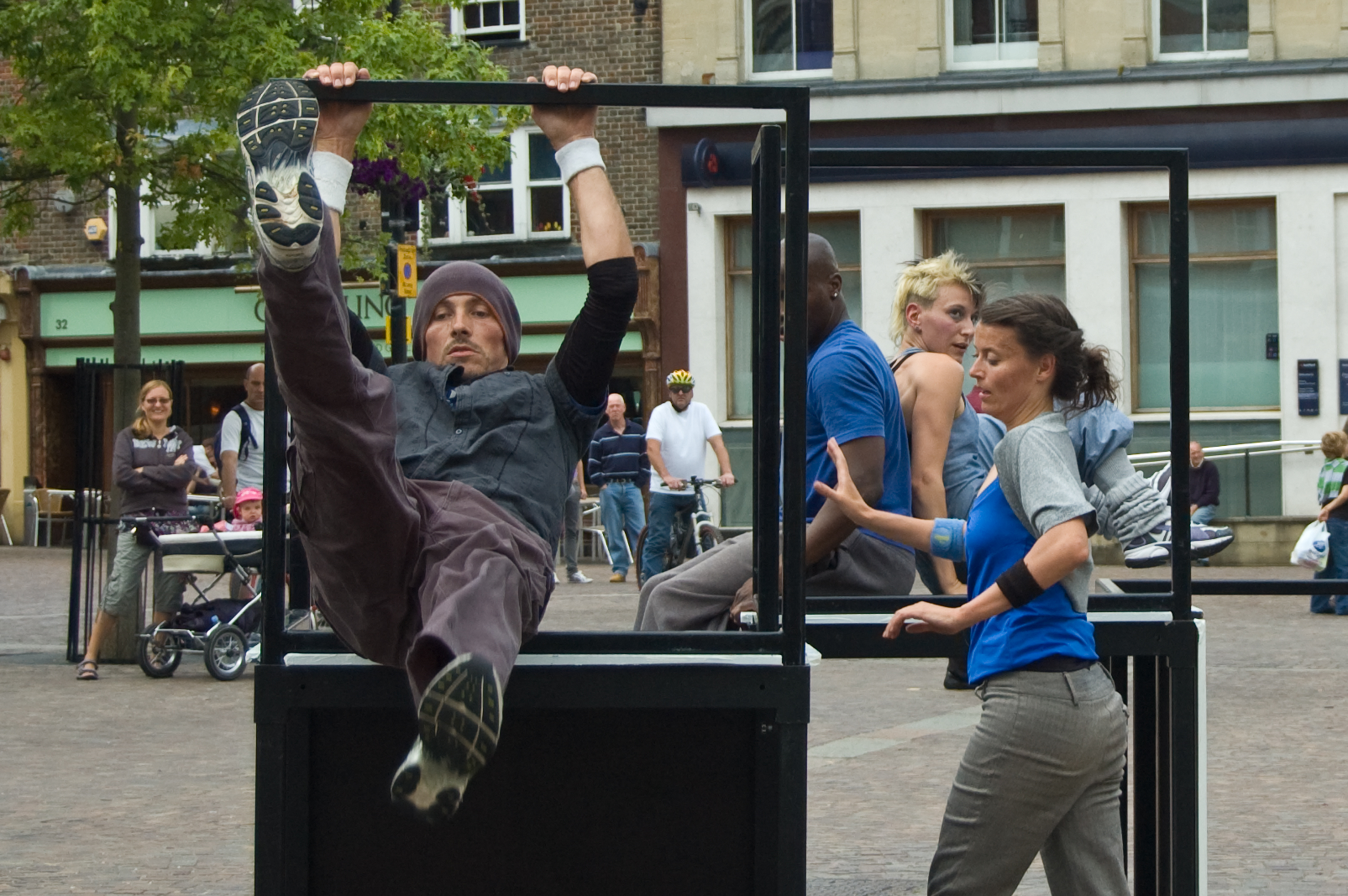
یک تمرین‌کنندۀ پارکور خیابانی در میان المان‌های شهری.

- تابلوهای نام خیابان‌، خیابان‌ها را برای افراد ناآشنا مشخص می‌کند، به ویژه برای بازدیدکنندگان، کارکنان پست و خدمات اضطراری مفید است. آن‌ها همچنین ممکن است منطقه‌ای را که یک خیابان در آن قرار دارد نشان دهند.

- نیمکت‌ها معمولاً در بخش‌های مرکزی شهرک‌ها مانند میدان‌ها و پارک‌ها یافت می‌شوند. آن‌ها اغلب توسط شوراهای محلی یا مشارکت‌کنندگان ارائه می‌شوند تا به عنوان مکانی برای استراحت و تحسین مناظر استفاده شوند. گاهی اوقات برای جلوگیری از دراز کشیدن و/یا نزدیکی ناخواسته که می‌تواند به عنوان معماری خصمانه در نظر گرفته شود، تکیه‌گاه‌های بازو در میانۀ آن‌ها تعبیه می‌شود.
- بولاردها یا دیرک‌های‌مهار، دیرک‌های کوتاه یا ستون‌هایی هستند که برای جلوگیری از حرکت وسایل نقلیه به مناطقی که مورد نظر نیستند و نیز برای محافظت از ساختمان‌ها و سایر ویژگی‌های مکان قرار می‌گیرند.
- سطل‌های زباله یا آشغال، به صورت استراتژیک قرار داده شده‌اند تا تلاش کنند مردم را به نریختن زباله در خیابان‌ها ترغیب کنند.
- صندوق‌های پست، در سراسر جهان یافت می‌شوند و اشکال مختلفی دارند.
- باجه‌های تلفن یا کیوسک‌های تلفن، در اکثر شهرها از عناصر برجسته هستند. در حالی که از نظر میزان پوششی که به کاربران ارائه می‌دهند، بسیار متفاوت هستند (به عنوان مثال بسیاری از آن‌ها فقط خود تلفن را پوشش می‌دهند در حالی که برخی دیگر کابین کامل را ارائه می‌دهند) معمولاً به راحتی قابل تشخیص هستند. امروزه استفادۀ گسترده از تلفن‌های همراه منجر به کاهش تعداد آن‌ها شده است.
- چراغ‌های خیابان یا روشنایی معابر، برای روشن کردن محیط اطراف در شب طراحی شده‌اند و نه تنها به عنوان یک بازدارنده برای بزهکاران عمل می‌کنند، بلکه مهم‌تر از آن به مردم اجازه می‌دهند تا ببینند به کجا می‌روند. رنگ لامپ‌های چراغ‌های خیابانی متفاوت است، اما به‌ طور کلی سفید یا زرد هستند.
- چراغ‌های راهنمایی یا (چراغ‌های خطر)، معمولاً شامل سه رنگ هستند: رنگ سبز نشان می‌دهد که وسایل نقلیه باید از یک تقاطع عبور کنند، رنگ زرد نشان می‌دهد که وسایل نقلیه باید برای توقف آماده شوند و رنگ قرمز نشان می‌دهد که وسایل نقلیه نباید وارد تقاطع شوند. آن‌ها معمولاً بر روی تیرها یا چوب بست‌ها نصب می‌شوند و یا از سیم آویخته می‌شوند.
- علائم راهنمایی و رانندگی، شرایط جاده را برای اطلاع از رفتارهای ایمن راننده به اطلاع می‌رسانند. علائم ممکن است جنبه‌هایی مانند محدودیت سرعت، پروتکل‌های تقاطع، شرایط جادۀ لغزنده یا کاهش دید را مشخص کنند. نشانگرهای جهت‌ها به خواننده، راه رسیدن به یک مکان را از طریق نمودارها یا دستورالعمل‌های مکتوب نشان می‌دهند. علائم ممکن است برای کمک به کاربران در شب روشن شود.
- توالت‌های عمومی، امکانات سرویس بهداشتی را به صورت رایگان یا با هزینه ارائه می‌دهند.
- شیرهای آتش‌نشانی.
- پارکومترها.
- بیلبوردها یا ستون‌های تبلیغاتی، فضایی را برای تبلیغات فراهم می‌کنند.
- ظروف زباله یا سطل‌های زبالۀ تفکیکی، ظروفی برای دفع زباله‌های عمومی هستند. جمع‌آوری و جداسازی مواد قابل بازیافت در مراکز شهری رو به افزایش است.
- صندوق‌های تلفن اضطراری، به مردم اجازه می‌دهند تا مستقیماً با اپراتورهای خدمات اضطراری تماس بگیرند.
- جداول خیابان.
- سنگ‌فرش‌ها، گل‌سرخ‌های آجری یا سنگفرش گرانیتی، گاهی اوقات حتی چوبی.
- ضد دراز-نشستن، که از نشستن یا دراز کشیدن افراد (به عنوان مثال: بی‌خانمان‌ها) جلوگیری می‌کنند.[۷]
- دهانۀ چاه‌ قنات‌های روستایی از کار افتاده و بازداشتگاه‌های روستایی، هر دو در بریتانیا رایج هستند. در ایران می‌توان از سقاخانه‌ها نیز نام برد.[۸]
- دستگاه‌های خودبردار در فضای باز، مانند دستگاه‌های خودپرداز روزنامه.
- جعبه‌های کاشت و سایر تجهیزات برای حیات گیاهی و محوطه سازی.

### تبلیغات در فضای باز
- پوسترها بخشی از رسانه‌های-خارج-از-خانه هستند (به آن تبلیغات محیطی نیز گفته می‌شود). ارائۀ پوسترهای دارای نور پس‌زمینه در جعبه‌های نمایش یا اجزای مبلمان شهری مانند مگا-نمایشگرها یا بیلبوردها انجام می‌شود. برای نصب این اجزای مبلمان شهری در زمین‌های عمومی، شورای شهرها باید آن‌ها را تأیید کنند. برای دریافت این مجوزها (اروپا، آسیا و بخشی از ایالات متحدۀ آمریکا) خدمات و هزینه‌هایی توسط تبلیغ‌کنندگان در فضای باز به شهرها ارائه می‌شود.
- در اروپا رقابت سنگینی برای تبلیغات در فضاهای عمومی وجود دارد. این به دلیل پتانسیل بالای قرار گرفتن در معرض و نفوذ است.
- امکانات تبلیغات عمومی باید با قوانین برنامه‌ریزی‌های شهری و معماری گسترده‌تر شهرهای خود مطابقت داشته باشند. این الزامات منجر به رویکردهای طراحی جالب برای ارائۀ پوستر در قالب‌های مختلف می‌شود.
- خانوادۀ مبلمان شهری متناسب با این نیازها طراحی شده‌اند. در طول سالها، آن‌ها با اجزای اضافی مانند سرویس بهداشتی و امکانات توالت اتوماتیک و کابین تکمیل شدند.
- برای تأمین مالی این زیرساخت‌ها، قراردادهای بلند-مدت (۱۰ تا ۱۵ ساله) میان شهرها و شرکت‌های تبلیغات در فضای باز منعقد می‌شوند.
- شهرها اغلب در موقعیتی قرار می‌گیرند که در مورد مفاهیم جدید تصمیم بگیرند، زمانی که با مسائل آشنا نیستند، زیرا قراردادهای جدید به ندرت اتفاق می‌افتند. این شکاف دانش، توسط یک مشاور ویژه - گزارش مبلمان شهری - مرتفع می‌شود.
- این مشاور به شهرها ایده‌های مستقلی دربارهٔ نحوه عمل در این محیط را می‌دهد (به‌ جای واکنش) زیرا زمین‌های عمومی را نمی‌توان بزرگ کرد.

## اهمیت محلی

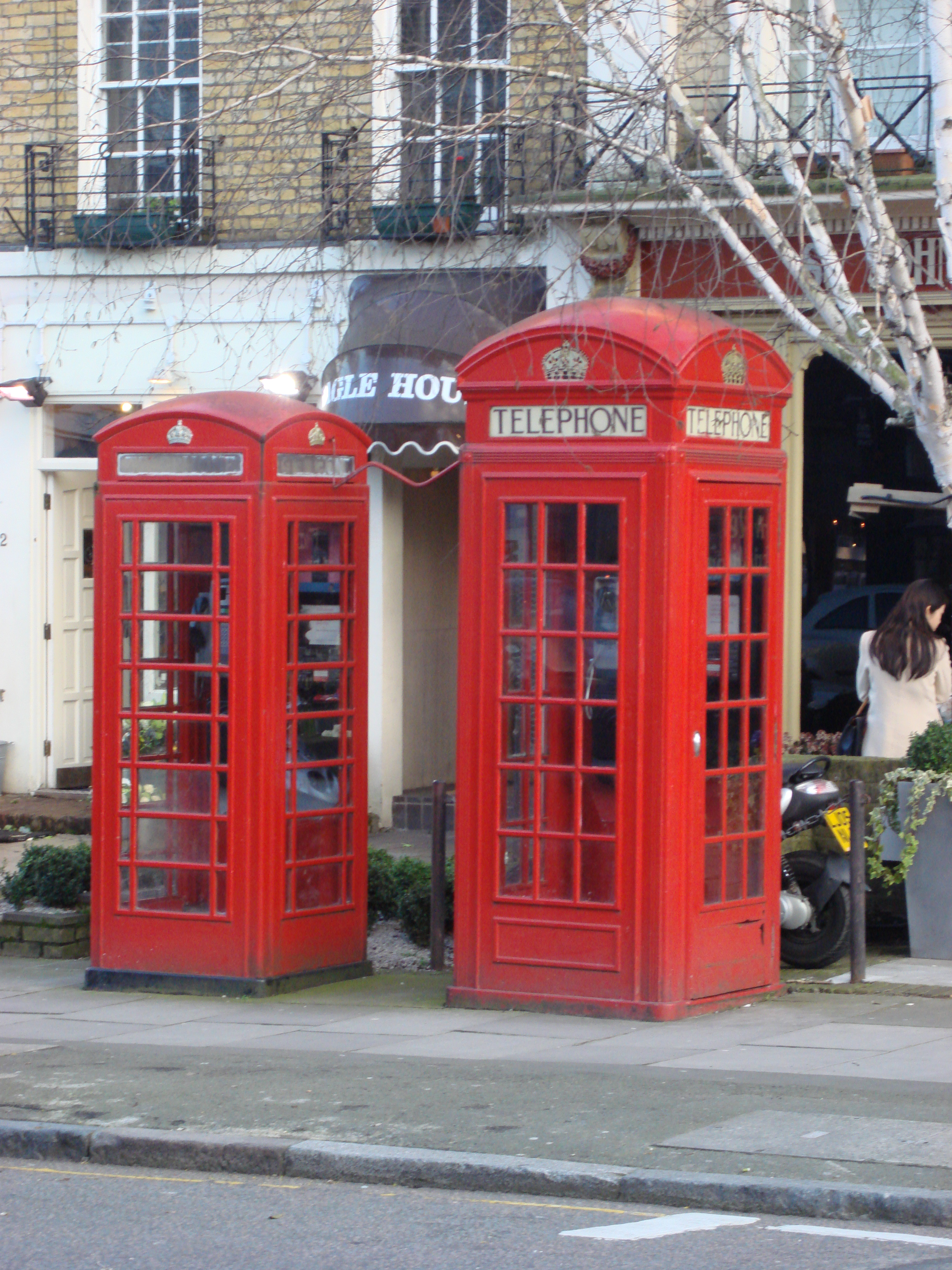
کیوسک‌های تلفن قرمز کی۲ و کی۶ (سمت چپ) در خیابان سنت جان وود، لندن، انگلستان.

مبلمان شهری خود به اندازۀ گویش‌ها و رویدادهای ملی، بخشی از هویت بسیاری از ملت‌ها شده است، به طوری که معمولاً می‌توان مکان را با طراحی آن‌ها تشخیص داد. نمونه‌های معروف آن عبارتند از:
- کیوسک‌های تلفن قرمز و جعبه‌های دیرک بریتانیا.[۹]
- صندوق‌های پست مسکونی ایالات متحدۀ آمریکا.
- چراغ‌های خیابان و ورودی‌های متروی پاریس.
- سقاخانه‌های موقوفۀ ایران.[۸]

## مبلمان خیابانی تاریخی

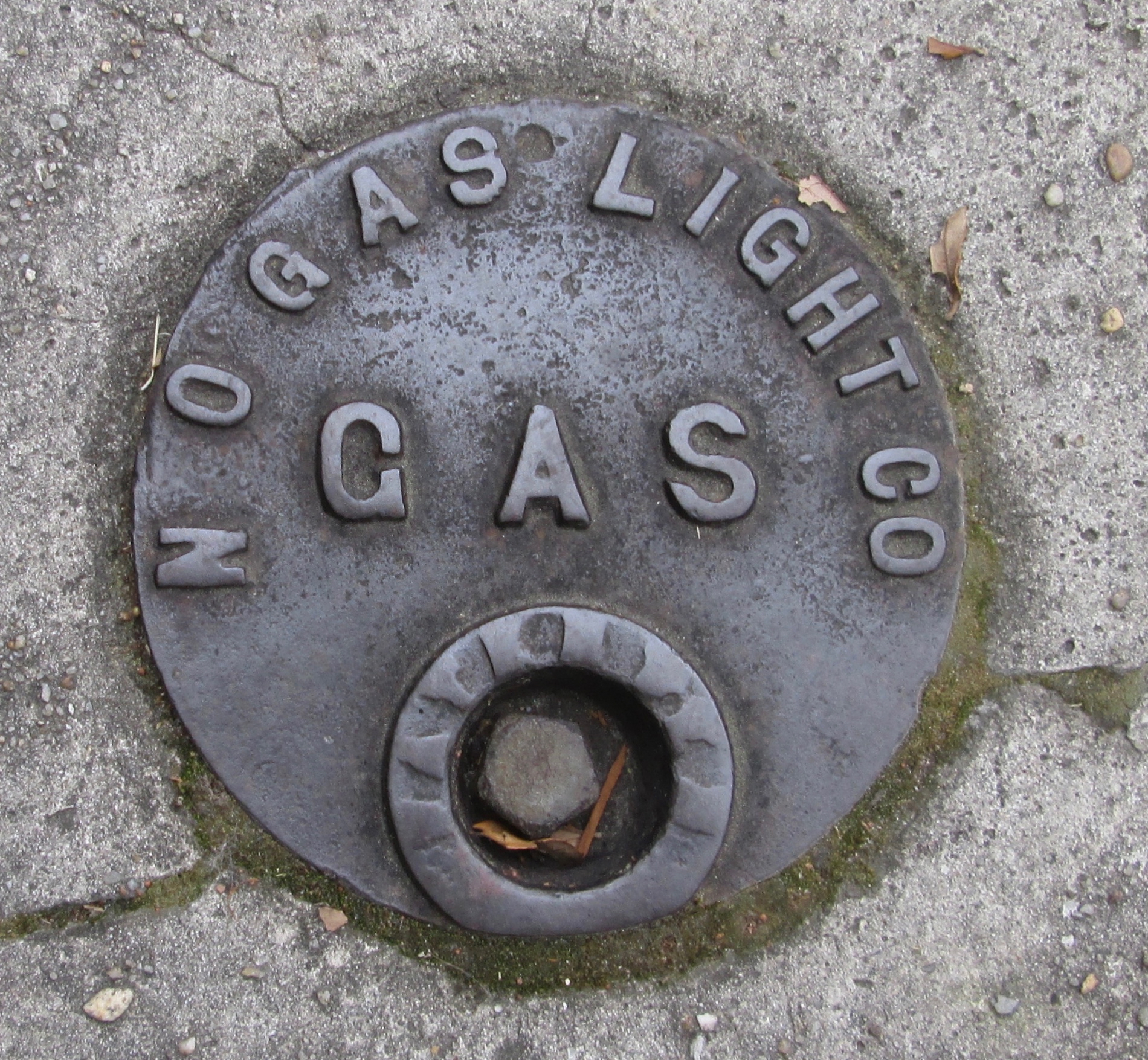
دریچه پیاده‌رو مربوط به شرکت روشنایی گازی که طولانی مدت از کار افتاده، در آپ تاون، نیواورلئان.

از آنجایی که اکثر اقلام مبلمان شهری ماهیت سودمندی دارند، مقامات معمولاً آن‌ها را به روز نگه می‌دارند و مرتباً آن‌ها را تعویض می‌کنند (معمولاً برای مطابقت با مقررات، کدهای ایمنی و غیره). به همین دلیل، مبلمان شهری قدیمی، کهنه، منسوخ یا حتی غیرکارکردی، می‌توانند مناظری کمیاب باشند و جذابیت خاصی داشته باشند و برای بسیاری از مردم حس نوستالژی را القاء کنند.
پارک تیر گاردن در برلین دارای مجموعه‌ای از چراغ‌های خیابانی عتیقۀ گازی و برقی از سراسر جهان است.

## مخابرات
برخی از سایت‌های آنتن‌های مخابراتی، برج را با ساختاری که بتواند در زمرۀ مبلمان شهری قرار گیرد، پنهان می‌کنند.
نمایشگرهای بزرگ در خیابان‌های مرکزی می‌توانند اطلاعات ارائه دهند، رویدادها یا محصولات را تبلیغ کنند یا به شهروندان در مورد مشکلات احتمالی هشدار دهند. نمایشگرهای تعاملی می‌توانند اطلاعات مکان‌ها و بناهای تاریخی کلیدی را نشان دهند و امکان پرداخت پارکینگ را فراهم کنند. آن‌ها می‌توانند به عنوان یک سایت مخابراتی با تأثیر بصری کم عمل کنند.
برخی از سایت‌های مخابراتی ساختاری دارند که آن‌ها را دلپذیر نشان می‌دهند. در این حالت پنهان نمی‌شوند بلکه برجسته می‌شوند و به بخشی از مبلمان شهری تبدیل می‌شوند که می‌توانند مورد تحسین شهروندان قرار گیرند.
استفاده از منابع انرژی تجدیدپذیر ممکن است یکی از معیارهای مهم طراحی این المان‌ها باشد.